# Juan Carlos Cubillas
Juan Carlos Cubillas (nacido el 20 de octubre de 1971) es un exfutbolista y entrenador de Fútbol panameño

## Trayectoria

### Como jugador
Juan Cubillas paso su mayor parte de su carrera en el Tauro FC. En el verano de 2005, fue a jugar junto a su compatriota Ángel Luis Rodríguez al equipo ecuatoriano de segunda división Santa Rita.

### Como entrenador
Cubillas fue anunciado como entrenador del Tauro FC en abril de 2010, pero fue reemplazado por Rolando Palma en noviembre de 2011. Se hizo cargo de Plaza Amador en enero de 2012 pero ya fue despedido en febrero de 2012. En febrero de 2014 Cubillas fue nombrado entrenador en jefe de la selección de fútbol sub-17 de Panamá.

## Selección nacional
Cubillas hizo su debut con Panamá en un partido de clasificación para la Copa Mundial de la FIFA de junio de 1996 contra Belice y ha jugado un total de 53 partidos internacionales, anotando 2 goles. Representó a su país en 15 partidos de clasificación para la Copa Mundial de la FIFA.
Su último partido internacional fue un partido de la Copa de Naciones UNCAF de febrero de 2005 contra Guatemala.

### Participaciones en la selección nacional
| Copa            | Sede      | Resultado    | Partidos | Goles |
| --------------- | --------- | ------------ | -------- | ----- |
| Copa Uncaf 1997 | Guatemala | Primera fase | 2        | 0     |
| Copa Uncaf 2001 | Honduras  | Cuarto lugar | 5        | 0     |
| Copa Uncaf 2003 | Panamá    | Quinto lugar | 5        | 0     |
| Copa Uncaf 2005 | Panamá    | Cuarto lugar | 3        | 0     |

### Goles internacionales
| Goles internacionales | Goles internacionales | Goles internacionales                              | Goles internacionales | Goles internacionales | Goles internacionales | Goles internacionales     |
| Núm.                  | Fecha                 | Lugar                                              | Rival                 | Gol                   | Resultado             | Competición               |
| --------------------- | --------------------- | -------------------------------------------------- | --------------------- | --------------------- | --------------------- | ------------------------- |
| 1                     | 6 de octubre de 1996  | Estadio Rommel Fernández, Ciudad de Panamá, Panamá | El Salvador           | 1-0                   | 1-1                   | Eliminatoria Mundial 1998 |
| 2                     | 27 de mayo de 2001    | Estadio Excelsior, Puerto Cortés, HON              | Nicaragua             | 3-0                   | 6-0                   | Copa Uncaf 2001           |

## Clubes

### Como jugador
| Club            | País    | Año         |
| --------------- | ------- | ----------- |
| Tauro FC        | Panamá  | 1995 - 1996 |
| CD Plaza Amador | Panamá  | 1996 - 1997 |
| Tauro FC        | Panamá  | 1997 - 2004 |
| CDS Santa Rita  | Ecuador | 2005        |
| Tauro FC        | Panamá  | 2005 - 2007 |

### Como segundo entrenador
| Club             | País   | Año  | SE. de       |
| ---------------- | ------ | ---- | ------------ |
| San Francisco FC | Panamá | 2022 | Gary Stempel |

### Como entrenador
| Club            | País   | Año         |
| --------------- | ------ | ----------- |
| Tauro FC        | Panamá | 2010 - 2011 |
| CD Plaza Amador | Panamá | 2012        |
| Panamá Sub-20   | Panamá | 2013        |
| Panamá Sub-17   | Panamá | 2014 - 2017 |
| Alianza FC      | Panamá | 2007        |

## Palmarés

### Como jugador
| Título           | Club     | País   | Año     |
| ---------------- | -------- | ------ | ------- |
| Primera División | Tauro FC | Panamá | 1997-98 |
| Primera División | Tauro FC | Panamá | 1999-00 |
| Primera División | Tauro FC | Panamá | 2003-A  |
| Primera División | Tauro FC | Panamá | 2003-C  |
| Primera División | Tauro FC | Panamá | 2006-C  |
| Primera División | Tauro FC | Panamá | 2007-A  |

### Como entrenador
| Título           | Club     | País   | Año    |
| ---------------- | -------- | ------ | ------ |
| Primera División | Tauro FC | Panamá | 2010-A |